# Nuno Morais Sarmento
Nuno de Albuquerque de Morais Sarmento (ur. 31 stycznia 1961 w Lizbonie) – portugalski polityk i prawnik, działacz Partii Socjaldemokratycznej, parlamentarzysta krajowy, w latach 2002–2005 minister.

## Życiorys
W latach 1978–1984 studiował prawo na Portugalskim Uniwersytecie Katolickim, specjalizował się następnie głównie w prawie handlowym i wspólnotowym. W drugiej połowie lat 80. praktykował w kancelarii adwokackiej. Później pełnił różne funkcje publiczne, m.in. był administratorem szpitala Hospital do Alcoitão i członkiem państwowej komisji zajmującej się ochroną danych osobowych (CNPD). W 1995 został przedstawicielem Portugalii do spraw realizacji układu z Schengen, a w 1997 członkiem Wysokiej Rady Prokuratury.
Zaangażował się w działalność polityczną w ramach Partii Socjaldemokratycznej. Został wiceprzewodniczącym krajowej komisji politycznej PSD. Wchodził z ramienia tej partii w skład Zgromadzenia Republiki IX i X kadencji. Od kwietnia 2002 do marca 2005 był ministrem ds. prezydencji w rządach José Manuela Durão Barroso i Pedra Santany Lopesa, w drugim z nich (powołanym w lipcu 2004) pełnił jednocześnie funkcję ministra stanu.
Powrócił później do praktyki w zawodzie adwokata. Zajął się też działalnością arbitrażową. Członek Międzynarodowego Stowarzyszenia Prawników.